# حوايج ذياب شامية (دير الزور)
حوايج ذياب شامية قرية سورية تتبع ناحية التبني في منطقة مركز دير الزور في محافظة دير الزور. بلغ عدد سكانها 1162 نسمة في عام 2004 حسب إحصاء المكتب المركزي للإحصاء.